# Magali Serre
 (septembre 2023).
Pour les articles homonymes, voir Serre (homonymie).
Magali Serre est une réalisatrice, autrice et journaliste française.

## Biographie
Magali Serre est née à Lyon et a vécu jusqu'à l'age de 21 ans à Villeurbanne. Elle vit à Paris depuis 1997.
Elle est diplômée de l'Institut d'études politiques de Lyon et du Centre universitaire d'enseignement du journalisme de Strasbourg.
Elle commence sa carrière sur la chaîne France 3 puis rejoint l'équipe du magazine Pièces à Conviction créé par Hervé Brusini, Élise Lucet, Pascal Richard et Lionel Deconinck pour lequel elle réalise des enquêtes sensibles. En 2005, elle est ainsi la première journaliste à croiser le parcours de Chérif Kouachi auteur 10 ans plus tard de l'attentat de Charlie Hebdo i,. Son reportage, "Les apprentis djihadistes du 19ème arrondissement" sera sélectionné pour le prix Albert-Londres et salué en 2015 par la presse internationale.
Magali Serre a vécu plusieurs années sur continent africain, elle réalise en 2007 une longue enquête sur le bombardement de Bouaké en Côte d'Ivoire qui coûta la vie à 9 soldats français, pointant les zones d'ombre de cette affaire d'État. Son documentaire sur l'affaire dite des "Biens mal acquis" de trois chefs d'État africains et de leur entourage diffusé en 2013  révèle quant à lui les détournements de fonds publics au Gabon et en Guinée équatoriale.
En 2012, elle quitte France Télévision pour se consacrer à la réalisation et à l'écriture de documentaires d'histoire, de géopolitique et d'enquête. Elle est l'autrice et réalisatrice du film  "Hissène Habré, procès d'un allié embarrassant "  diffusé sur France 5 (2016) où elle explore les soutiens américains et français du dictateur tchadien dans les années 80 à l'occasion de son procès au Sénégal.
En 2019, elle réalise Embargo sur l'Iran (ARTE, RTS), un décryptage des enjeux géopolitiques liés aux sanctions économiques imposées par les États-Unis à l'Iran.
En septembre 2023, la chaîne Arte diffuse la série documentaire "Djihad sur l'Europe" réalisée par Magali Serre et co écrite par Magali Serre et Hugo Micheron. En trois volets cette série plonge dans quatre décennies d'une histoire largement méconnue, en dépit de sa médiatisation depuis les années 2000.  Grâce à des archives et des entretiens de témoins de premier plan – notamment d'anciens djihadistes "repentis", cette série permet de comprendre comment ce phénomène en constante évolution a profité des failles des démocraties européennes. 
Par ailleurs, Magali Serre est l’autrice du livre  Les Wildenstein (Ed Lattès 2013), fruit de trois ans d'enquêtes sur la plus grande famille de marchands d'art du XXe siècle s,,. Et du livre Mon frère, le djihad, daech et moi, co-écrit avec Fatma A, le récit intime de la soeur du djihadiste Boubaker El-Hakim.https://www.radiofrance.fr/franceculture/podcasts/esprit-de-justice/une-famille-djihadiste-9500766
Elle est aussi présidente de l'organisation à but non lucratif Disclose depuis 2019

## Filmographie
- 2023 : Djihad sur l'Europe, série documentaire 3X52 minutes, ARTE, RTS, RTBF[10]

- 2021 : Général Soleimani, le stratège de l'Iran, ARTE
- 2020 : Embargo sur l'Iran, 60 minutes, ARTE, RTS, LCP[11]
- 2019 : Loin des villes, génération oubliée, Magali Serre et Paul Labrosse, 90 minutes, France 3
- 2017 : Jean-Jacques Goldman, quand la musique est d'or, 52 minutes, France 2
- 2017 : Génération Manif pour tous, Magali Serre et Jean-Charles Deniau, 52 minutes, France 5
- 2016 : Hissène Habré, procès d'un allié embarrassant, 52 minutes, France 5, Al Jazeera, LCP [12]
- 2015 : Filière des Buttes-Chaumont, comment le monstre a grandi, 52 minutes, France 3
- 2015 : Les lendemains d'Aléria, 52 minutes, France 3 Via Stella
- 2014 : Jets privés, trafics de haut vol, 52 minutes, Canal +
- 2013 : Biens mal acquis profitent toujours : enquête sur un pillage d'États, 52 minutes, France 3[13],[14]
- 2012 : L'incroyable trésor caché des Wildenstein, France 3
- 2012 : Quand la Chine délocalise en Europe, 70 minutes, ARTE, RTBF, TSR[15],[16]
- 2011 : Alimentation, la bourse ou la vie, Magali Serre et Paul Labrosse, 110 minutes, France 3
- 2009 : L'évasion fiscale, Magali Serre, Hervé Ghesquière, François Guillaume, 110 minutes, France 3
- 2008 : Mort sous les tropiques, France 3
- 2008 : Crise financière : le grand holp-up des banques
- 2007 : Côtes d'Ivoire : Roquette sur nos soldat, 70 minutes, France 3
- 2006 : Criminel de guerre, la traque, 42 minutes, France 3
- 2006 : L'Arche de Zoé, 40 minutes, France 3
- 2005 : Les caricatures danoises , autopsie d’un embrasement, 40 minutes, France 3
- 2005 : Les jihadistes du 19e arrondissement, 25 minutes, France 3

## Livre
- Mon frère, le djihad, Daech et moi, ed. Le Seuil, 2025
- Les Wildenstein, Lattès, avril 2013[17]

## Festivals
- Oslo Documentary Festival Human right Human Wrong, 2017
- FIGRA 2017, Compétition "Terres d'Histoire"
- Festival du film d'histoire, Pessac, 2016
- FIGRA Compétition Internationale + de 40 min 2013
- FIPL Liège 2013
- Scoop d'Angers 2008
- Prix Albert Londres 2007
- Festival de Berlin 2007